# Udryddelseslejr
Udryddelseslejre eller dødslejre var lejre bygget af Nazi-Tyskland under 2. verdenskrig "Endlösung der Judenfrage" (dansk: Den endelige løsning af jødespørgsmålet), på dansk bedre kendt som Holocaust. Ved udryddelseslejre blev alle eller stort set alle fanger dræbt kort efter deres ankomst, modsat andre typer lejre såsom arbejdslejre, hvor fanger blev interneret og arbejdet til døde som del af politikken om "udryddelse gennem arbejde" (tysk: "Vernichtung durch Arbeit").
Under krigen eksisterede der 6 udryddelseslejre: Chełmno, Belzec, Treblinka, Sobibór, Majdanek & Auschwitz-Birkenau, de to sidstnævnte fungerede som både kz-lejre og udryddelseslejre og deres formål var systematisk at dræbe de som af Nazi-Tyskland blev anset for at være uønskede eller fjender. I lejrene blev omkring 3 millioner mennesker slået ihjel ved gasning og skydning, størstedelen af disse ofre var jøder. Dette folkedrab der udover at omfattede jøder, den største offergruppe, også omfattede bl.a. romaer, var en del af Det Tredje Riges.

## Chełmno
Den første lejr, der blev oprettet var Chełmno (tysk: Vernichtungslager Kulmhof) der blev indviet i december 1941,og benyttede sig af mobile gaskamre i form af lastbiler indrettet til formålet. Ofrene, der blev myrdet i Chełmno blev altså dræbt af udstødningsgasser og ikke den bedre kendte gas Zyklon-b, som man brugte i Auschwitz. Chełmno opererede i flere perioder, 1 periode fra december 1941-marts 1943 og den anden periode var fra juni til juli 1944. Dødstallet for Chełmno varierer meget. Der florerer dødstal for lejren på 172.000, men det tal der går igen flest steder og generelt accepteres som minimumsdødstallet er 150.000.